# Croft (Lincolnshire)
Pour les articles homonymes, voir Croft.
Croft est un petit village et une paroisse civile situé dans le district d'East Lindsey, dans le comté du Lincolnshire, en Angleterre. Le village se trouve à environ 3 kilomètres au nord-est de Wainfleet, et à 6 km au sud-ouest de la station balnéaire de Skegness.
Croft est répertorié au XIe siècle dans le Domesday Book, grand inventaire de l'Angleterre, comme comportant 15 foyers, 120 acres (0.5 km²) de prairies et une saunerie.
L'église paroissiale de la commune, construite au XIVe siècle, est dédiée à tous les saints, et est un monument classé construit en grès vert (glauconieux). Une inscription sur le côté sud de la tour mentionne une restauration en 1656 ; elle le fut également, plus récemment, en 1857. Plusieurs figures à l'intérieur de l'église en albâtre ou en pierre de taille rendent hommage à des personnalités du XVIe siècle.

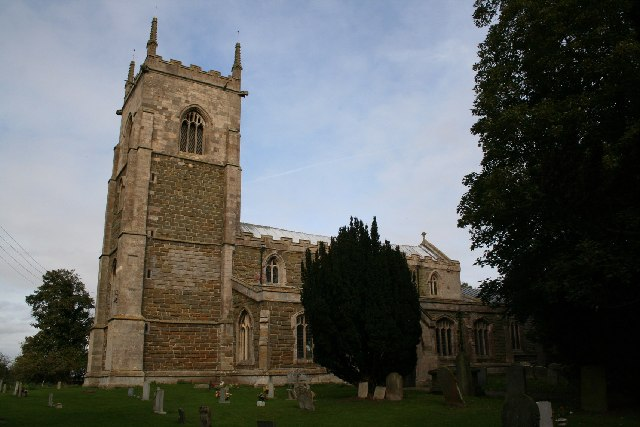
L'église dédiée à tous les saints.

Le bâtiment crénelé d'un moulin-tour en brique rouge de quatre étages construit en 1814 subsiste encore aujourd'hui malgré son arrêt un peu à l'écart de la commune. Il s'agit également d'un monument classé.
Le village possède un pub (The Old Chequers Inn) datant du XVIIIe siècle.
Sur le territoire de la paroisse de Croft se trouvent deux gares ferroviaires, l'une désaffectée et l'autre en activité (gare de Havenhouse (en)), située sur la ligne de Nottingham à Skegness.
En 2011, l'entreprise d'énergies renouvelables REG WindPower (en) a annoncé son intention de créer un parc éolien de 6 éoliennes sur un terrain près de Croft. Des emplacements de camping et des logements touristiques temporaires ont depuis été installés près du parc.

## Division électorale
Le ward de Croft s'étend au nord-ouest jusqu'à Great Steeping, et jusqu'à la côte à l'est, englobant une partie de la réserve naturelle de Gibraltar Point (en). Il regroupe 2 288 habitants.